# Марі-Жозе Перек
Марі-Жозе Жуліана Перек (фр. Marie-José Juliana Pérec, нар. 9 травня 1968, Бас-Тер, Гваделупа) — французька легкоатлетка, яка спеціалізувалась у спринтерському бігу, триразова чемпіонка Олімпійських ігор з бігу на 200 (1996) та 400 метрів (1992, 1996), дворазова чемпіонка світу з бігу на 400 метрів (1991, 1995).

## Біографія
Марі-Жозе (часто неформально її звали Марі-Жо) Перек народилась в адміністративному центрі заморського департаменту Гваделупа — місті Бас-Тер.
Марі-Жо почала займатись баскетболом, пізніше виявила інтерес до легкої атлетики. У 16-річному віці вона переїхала жити й тренуватися до Парижа. Однією з перших медалей спортсменки було «срібло» на національній юніорській першості на дистанції 200 метрів.
1988 року Марі-Жо була включена до національної легкоатлетичної команди, встановила перший національний рекорд на 400-метрівці (51,35) та вперше взяла участь у Олімпійських іграх в Сеулі, де вона зупинилась на чвертьфінальній стадії на 200-метрівці.
1989 року вона стала чемпіонкою Європи в приміщенні на дистанції 200 метрів, а наступного року здобула бронзу на 400-метрівці на Чемпіонаті Європи в Спліті.
1991 року спортсменка подолала в своїй кар'єрі «гросмейстерські» рубежі 11 та 50 секунд у бігу на 100 та 400 метрів відповідно. Першим великим успіхом спортсменки став тогорічний чемпіонат світу в Токіо, де вона стала чемпіонкою на дистанції 400 метрів. Це зробило її головною фавориткою на цій дистанції на Олімпійських іграх 1992 року в Барселоні. Марі-Жо виправдала прогнози, вигравши фінал 400-метрівки з результатом 48,83. Перек стала єдиною в олімпійському фіналі, хто зміг вибігти з 49 секунд, а також першою французькою легкоатлеткою, яка перемогла на Олімпіаді з 1968 року, коли ту саму дистанцію виграла Колетт Бессон.
1993 року, незважаючи на заперечення тренера, спортсменка сфокусувала свої виступи на 200-метровій дистанції, встановивши особистий рекорд (21,99), але відносно невдало виступивши на чемпіонаті світу в Штутгарті, де вона посіла 4 місце.
Марі-Жо перемогла на європейській першості 1994 року в Гельсінкі на дистанції 400 метрів і в складі французької команди в естафеті 4х400 метрів.
На чемпіонаті світу 1995 року в шведському Гетеборзі вона знову стала першою на 400-метрівці.
На 1996 рік припав пік кар'єри спортсменки. На Олімпійських іграх 1996 року в Атланті вона вирішила стартувати, крім 400-метрової дистанції, ще й на незвичній для себе дистанції вдвічі коротшій. На здивування багатьох, вона перемогла в обох дисциплінах, зробивши рідкий золотий дубль 200 метрів/400 метрів (до неї це вдавалось 1984 року американці Валері Бріско-Гукс). На своїй коронній дистанції вона встановила олімпійський рекорд — 48,25, вперше в історії вигравши 400 метрів на двох Олімпіадах поспіль, а на 200 метрах зуміла випередити всіх найсильніших спринтерок, включаючи Мерлін Отті та Мері Оньялі. Цікаво, що на цих же Іграх золотий дубль на тих самих дистанціях у чоловіків зробив американський легкоатлет Майкл Джонсон, але 20 хвилинами пізніше за Перек.
Після Атланти кар'єра спортсменки пішла на спад через травми та хвороби. Вона вибула зі змагань на чемпіонаті світу 1997 року в забігу через травму та пропустила більшу частину двох наступних сезонів.
Перек готувалась до старту і на третій для себе Олімпіаді у Сіднеї 2000 року. Однак, ще до початку Ігор, спортсменка раптово залишила Олімпійське селище та полетіла з Австралії, пояснивши це тим, що зазнавала переслідувань і погроз невідомих осіб. Під час пересадки в аеропорту Сінгапуру Перек та її бойфренд, колишній бігун Антуан Мейбенк, були затримані та провели 11 годин у поліції за те, що Мейбенк, який захищав, за його словами, подругу, побив оператора австралійського телебачення.
Після сіднейської Олімпіади Перек нечасто брала участь у змаганнях, періодично потерпаючи від травм. Спортсменка намагалась повернутись на бігову доріжку перед домашнім чемпіонатом світу 2003 року в Парижі, однак зазнала важкої травми та 2005 року офіційно завершила кар'єру.
У різні часи тренерами Перек були Люсьєн Решаль, Фернан Уртебіз, Франсуа Пепен, Мішель Дах, Жак П'язента, Джон Сміт, Вольфганг Маєр, Брукс Джонсон.
Залишивши великий спорт, Перек деякий час працювала тренером та ведучою на телебаченні.
2007 року отримала диплом французької Вищої школи економічних і комерційних наук.
2008 року вийшла у світ автобіографічна книга спортсменки під назвою «У бігу немає сенсу…» (фр. Rien ne sert de courir ...).
30 березня 2010 року народила сина Нолана. Батько дитини — Себастьян Фукра, бронзовий призер зимових Олімпійських ігор 1998 року у фристайлі.

## Статистика

### Встановлені рекорди
Марі-Жозе встановила 1996 року олімпійський рекорд у бігу на 400 метрів (48,25).
Крім цього, на її рахунку — 16 рекордів Франції серед дорослих: з бігу на 100 метрів (10,96 — 1991), 3 — з бігу на 200 метрів (від 22,26 до 21,99, 1991—1993), 8 — на 400 метрів (від 51,35 до 48,25, 1988—1996) та 4 — на 400 метрів з бар'єрами (від 54,46 до 53,21, 1995).

### Особисті найкращі результати сезонів
|                        | 1984  | 1985  | 1986  | 1987  | 1988  | 1989  | 1990    | 1991  | 1992  | 1993  | 1994    | 1995    | 1996  | 1997  | 1998 | 1999  | 2000  | 2001 | 2002 |
| ---------------------- | ----- | ----- | ----- | ----- | ----- | ----- | ------- | ----- | ----- | ----- | ------- | ------- | ----- | ----- | ---- | ----- | ----- | ---- | ---- |
| в приміщенні           |       |       |       |       |       |       |         |       |       |       |         |         |       |       |      |       |       |      |      |
| 60 метрів              |       |       |       |       |       |       |         |       | 7,29  |       |         |         |       |       |      |       |       |      |      |
| 200 метрів             |       |       |       |       | 23,59 | 23,16 |         |       |       |       |         |         |       |       |      |       |       |      |      |
| 400 метрів             |       |       |       |       |       |       |         |       |       |       |         |         | 51,44 |       |      |       |       |      |      |
| на відкритому повітрі  |       |       |       |       |       |       |         |       |       |       |         |         |       |       |      |       |       |      |      |
| 100 метрів             |       | 12,06 | 12,15 | 12,11 | 11,34 |       | 11,68   | 10,96 | 11,24 | 11,12 |         | 11,31   | 11,14 |       |      | 11,67 |       |      |      |
| 200 метрів             | 25,44 | 24,14 | 24,33 | 24,52 | 22,72 | 22,36 | 22,92   | 22,26 | 22,20 | 21,99 | 22,61   | 22,79   | 22,07 | 22,67 |      | 23,25 | 22,71 |      |      |
| 300 метрів             |       |       |       |       |       |       |         | 35,00 |       |       |         | 35,7h   |       |       |      |       |       |      |      |
| 400 метрів             |       |       |       |       | 51,35 | 51,05 | 50,84   | 49,13 | 48,83 |       | 49,77   | 49,28   | 48,25 |       |      |       | 50,32 |      |      |
| 400 метрів з бар'єрами |       |       |       |       |       | 55,76 |         |       |       |       |         | 53,21   |       |       |      |       |       |      |      |
| 4х100 метрів           |       |       |       |       |       |       |         | 43,05 | 42,58 | 42,67 |         |         | 42,76 |       |      |       |       |      |      |
| 4х400 метрів           |       |       |       |       |       |       | 3.25,12 |       |       |       | 3.22,34 | 3.27,11 |       |       |      |       |       |      |      |

### Виступи на основних міжнародних змаганнях
| Рік        | Змагання                      | Місто        | Місце            | Дисципліна   | Примітки         |
| Виступи за | Виступи за                    | Виступи за   | Виступи за       | Виступи за   | Виступи за       |
| ---------- | ----------------------------- | ------------ | ---------------- | ------------ | ---------------- |
| 1988       | Чемпіонат Європи в приміщенні | Будапешт     | 2пф6             | 200 метрів   |                  |
| 1988       | Олімпійські ігри              | Сеул         | 4чф8             | 200 метрів   |                  |
| 1989       | Чемпіонат Європи в приміщенні | Гаага        | 1                | 200 метрів   |                  |
| 1989       | Чемпіонат світу в приміщенні  | Будапешт     | 6                | 200 метрів   |                  |
| 1990       | Чемпіонат Європи              | Спліт        | 3                | 400 метрів   | Відео на YouTube |
| 1990       | 5                             | 4х400 метрів |                  |              |                  |
| 1991       | Чемпіонат світу               | Токіо        | 1                | 400 метрів   | Відео на YouTube |
| 1991       | 5                             | 4х100 метрів | Відео на YouTube |              |                  |
| 1992       | Олімпійські ігри              | Барселона    | 1                | 400 метрів   | Відео на YouTube |
| 1992       | 4                             | 4х100 метрів | Відео на YouTube |              |                  |
| 1993       | Чемпіонат світу               | Штутгарт     | 4                | 200 метрів   | Відео на YouTube |
| 1993       | 4                             | 4х100 метрів |                  |              |                  |
| 1994       | Чемпіонат Європи              | Гельсінкі    | 1                | 400 метрів   | Відео на YouTube |
| 1994       | 1                             | 4х400 метрів |                  |              |                  |
| 1995       | Чемпіонат світу               | Гетеборг     | 1                | 400 метрів   | Відео на YouTube |
| 1995       | 1пф5                          | 4х400 метрів |                  |              |                  |
| 1996       | Кубок Європи                  | Мадрид       | 1                | 200 метрів   |                  |
| 1996       | Олімпійські ігри              | Атланта      | 1                | 200 метрів   | Відео на YouTube |
| 1996       | 1                             | 400 метрів   |                  |              |                  |
| 1996       | 6                             | 4х100 метрів | Відео на YouTube |              |                  |
| 1997       | Чемпіонат світу               | Афіни        | пф DNS           | 200 метрів   |                  |
| Виступи за |                               |              |                  |              |                  |
| 1989       | Кубок світу                   | Барселона    | DQ               | 400 метрів   |                  |
| 1989       | DQ                            | 4х400 метрів |                  |              |                  |
| 1992       | Кубок світу                   | Гавана       | 1                | 200 метрів   |                  |
| 1992       | 2                             | 4х100 метрів |                  |              |                  |
| 1994       | Кубок світу                   | Лондон       | 4                | 4х400 метрів |                  |

## Визнання
- 1992 та 1996 року Перек двічі обиралась (серед французьких спортсменів) найкращою в конкурсі «Чемпіони чемпіонів», який щорічно проводиться французькою газетою «Екіп».
- 9 жовтня 2013 року спортсменка була нагороджена Орденом Почесного легіону, найвищою нагородою Франції за цивільні заслуги, яку присуджує президент республіки[5].
- 16 жовтня 2013 року Марі-Жозе Перек була введена до Зали слави ІААФ[6].